# Megri
Megri (örmény nyelven: Մեղրի) egy város és egy közösség központja, Szjunik tartományban, Örményország déli részén, az iráni határ közelében. A 2011-es népszámláláskor a város lakossága 4580 volt. A 2016-os hivatalos becslés szerint Megri népessége mintegy 3500 fő.
A közösség egyesüléseinek eredményeképpen 2016-ban Megri önkormányzata Agarak, Alvank, Ajgedzor, Gudemnisz, Karcsevan, Kurisz, Lehvaz, Licsk, Nrnadzor, Svanidzor, Tastun, Thkut, Vahravar és Vardanidzor településrészekkel bővült.

## Fekvése
Jerevántól 376 km-re délre, valamint 73 km-re délre Kapan tartományi fővárostól.

## Története

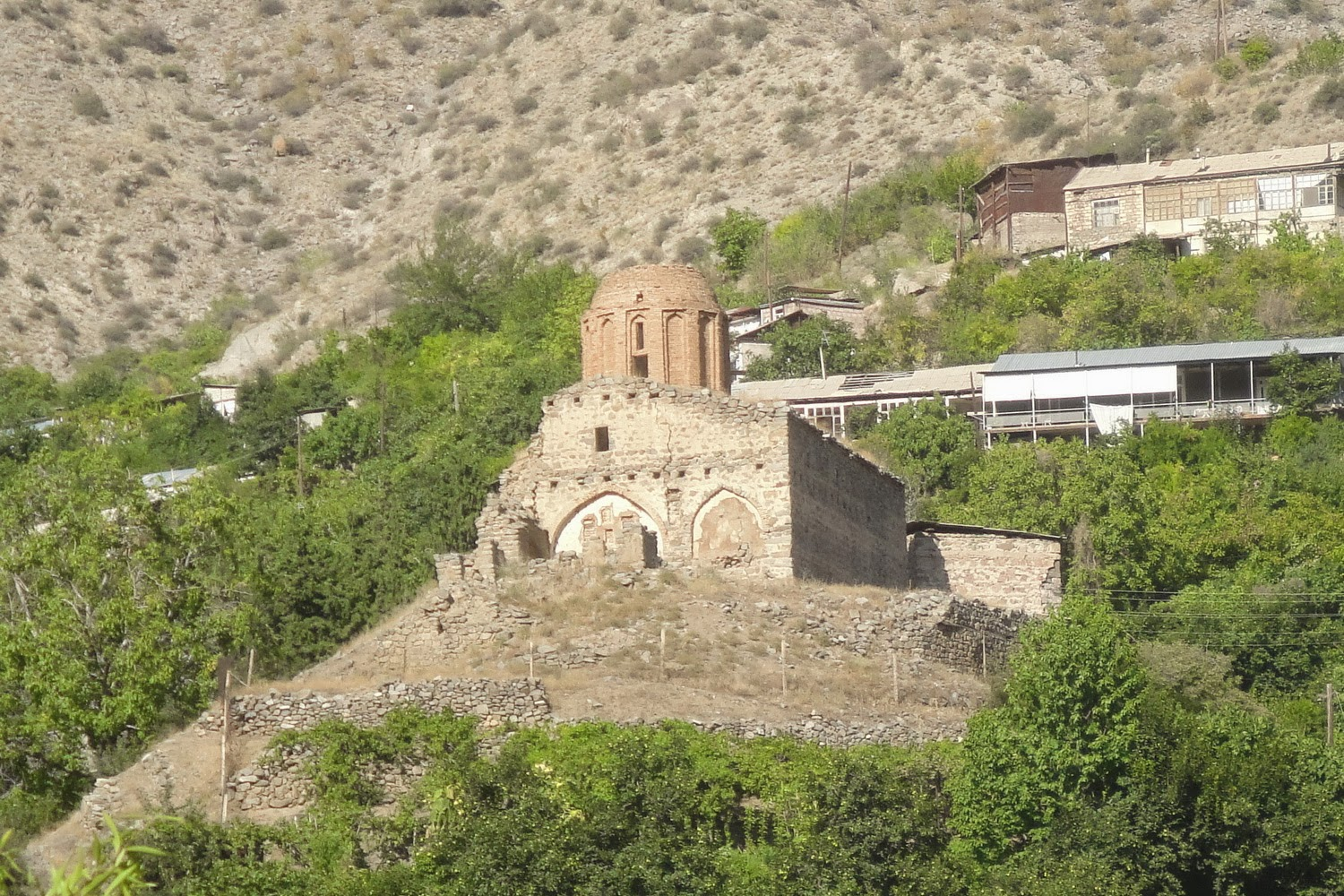
Megri, S. Hovhannes-templom

A mai Megri területe a bronzkor óta lakott hely. A régészeti lelőhelyeket a 7. és 6. században, Urartu királysága idején található város környékén találják. Történelmileg az Örményország ősi Szjunik tartománya Arevik kantonjának volt része.
A 8. században a Tatev-kolostor létrehozásával a mai modern Megri régió gyors társadalmi és gazdasági fejlődésen ment keresztül. 906-ban Karcsavan települését a Bagratuni-dinasztia, I. Smbat Bagratuni király alapította. 987-ben a Megri néven ismert város az újonnan alapított Szjunik örmény királyságba tartozott. 1105-ben Megri környékét a szeldzsukok foglalták el. A várost 1126-ban és 1157-ben teljesen elpusztították a megszálló szeldzsuk erők.
A 12. és 15. század között Szjunik és Örményország történelmi területeinek többi része szeldzsuk, mongol, Ak Kojunlu és Kara Kojunlu invázióktól szenvedett.
A 16. század elején Megri a Szafavid Perzsián belül Erivan Beglarbegi részévé vált. A 18. század elején a régió bekapcsolódott a Dávid Bek által vezetett Szjunik örmények felszabadító harcába a Szafavid Perzsia és a megszálló törökök ellen. David Bek 1722-ben kezdte a csatát több ezer helyi örmény hazafi segítségével, akik felszabadították Szjunikot.
1813-ban Megri az orosz birodalom részévé vált az 1804–1813-as orosz–perzsa háború és a gulisztani szerződés aláírása következtében. 1868-ig a karabaki tartományba tartozott, amikor az újonnan alakult Elzabetpoli Zangezurszkij Ujezd részévé vált.

## Galéria

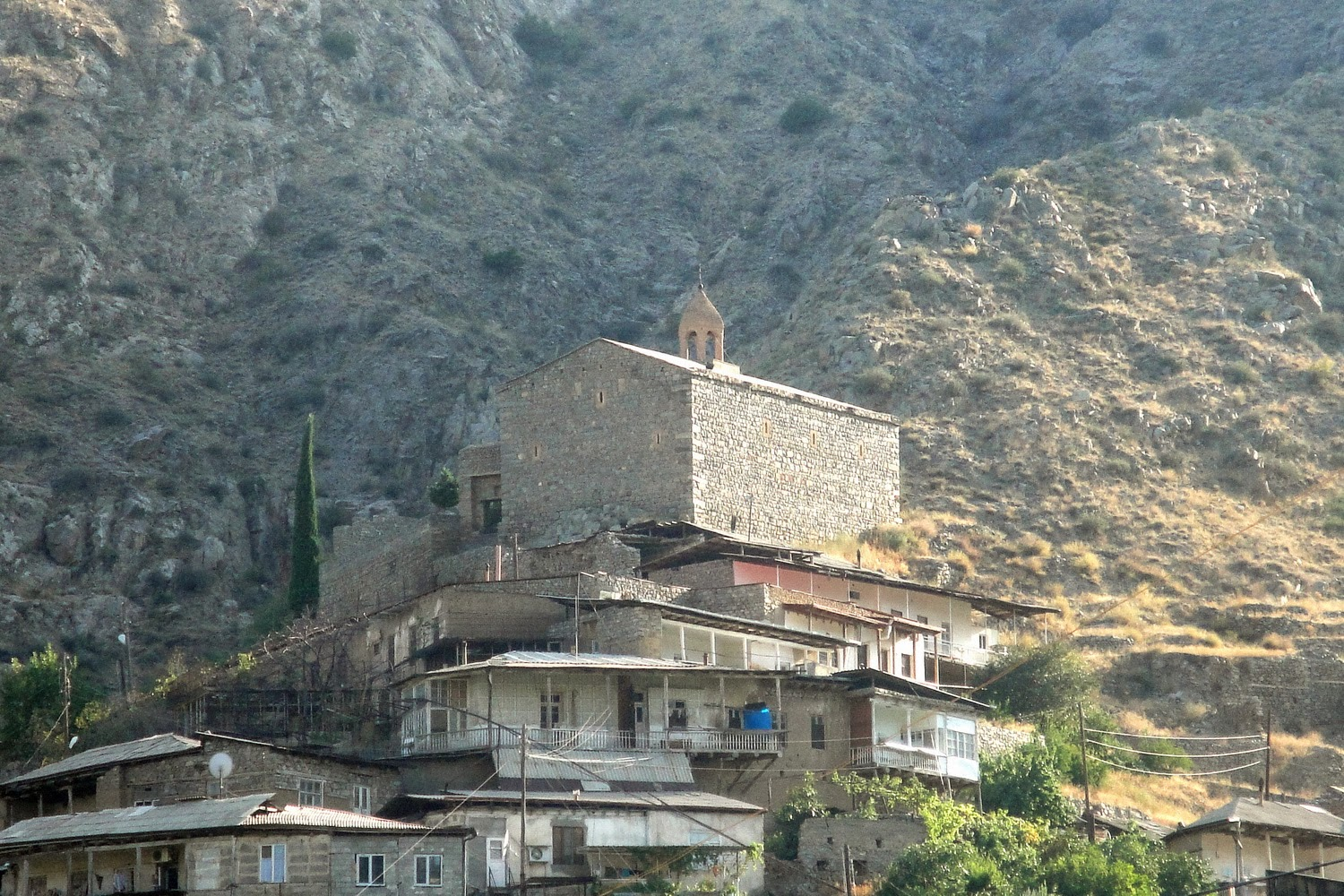
Szt. Szargisz kolostor
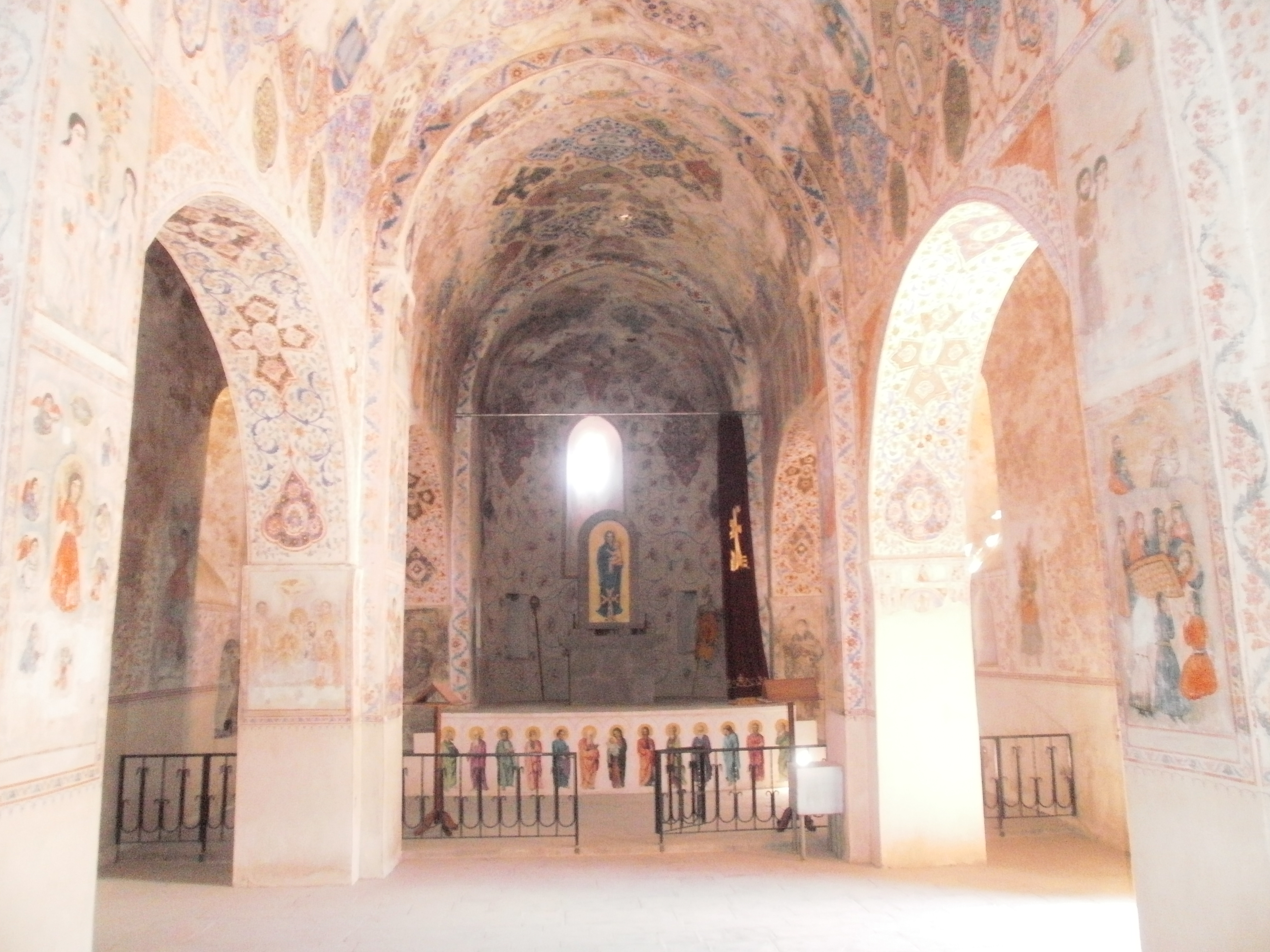
Templombelső
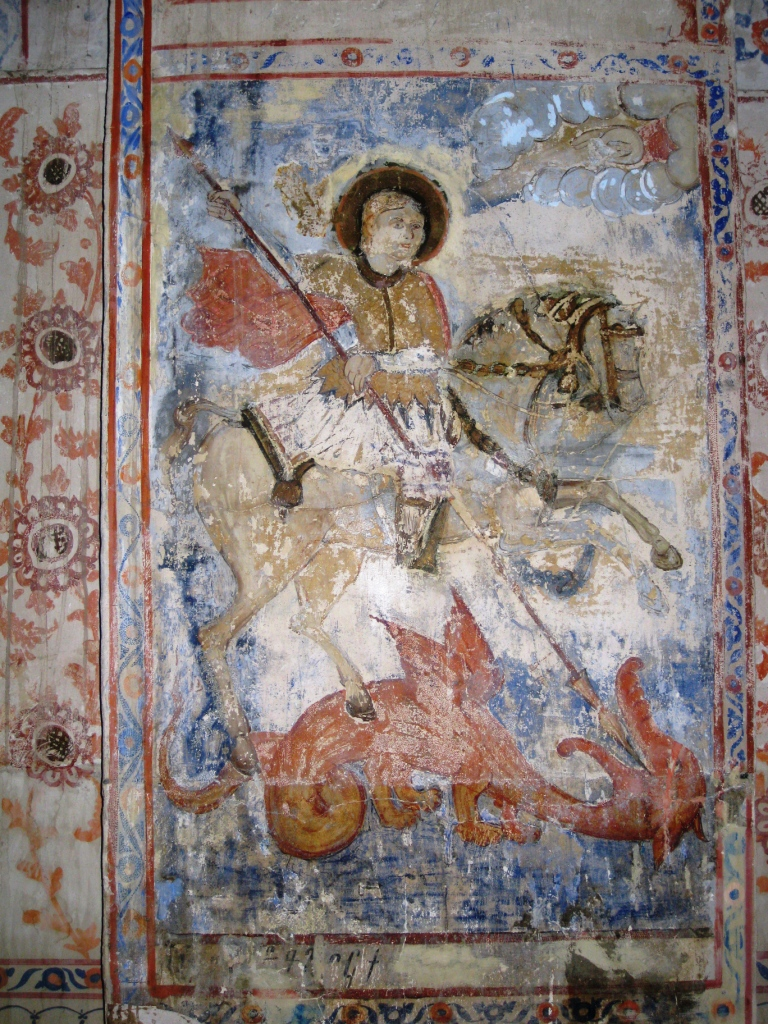
Szent György és a sárkány egy freskón
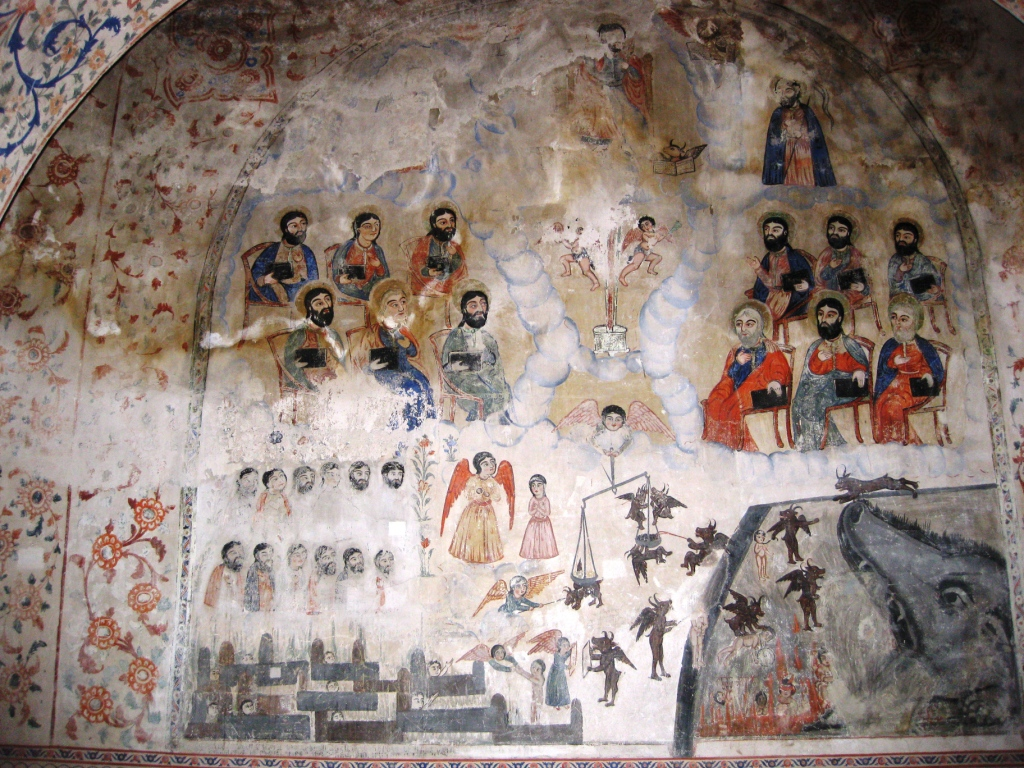
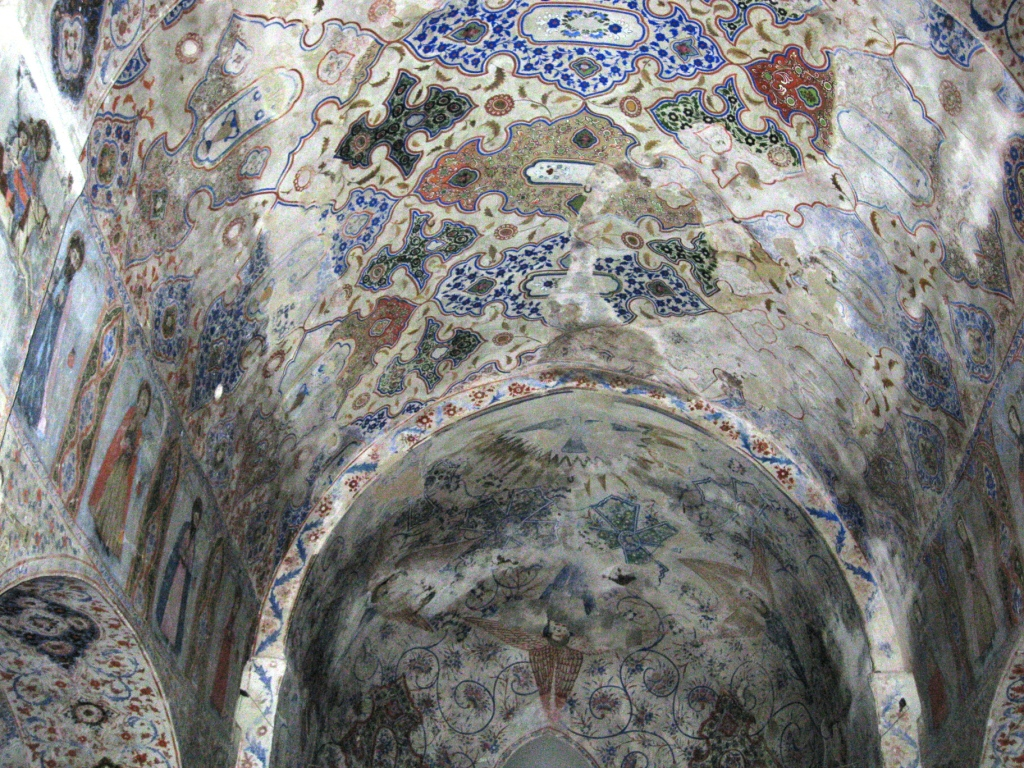
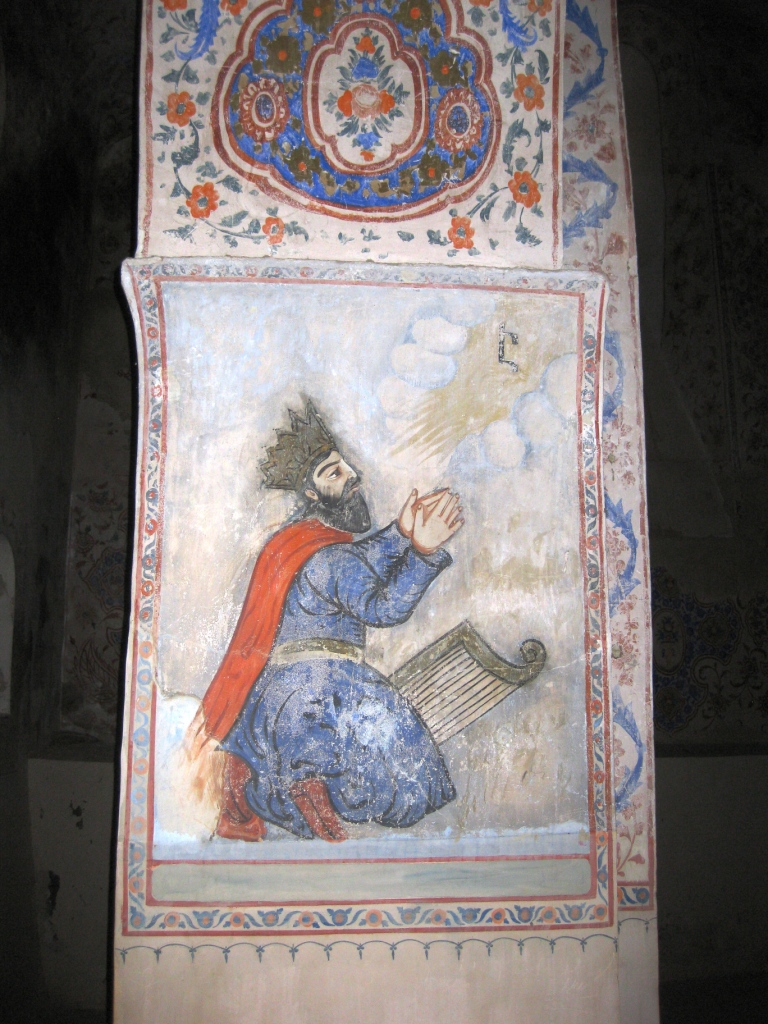
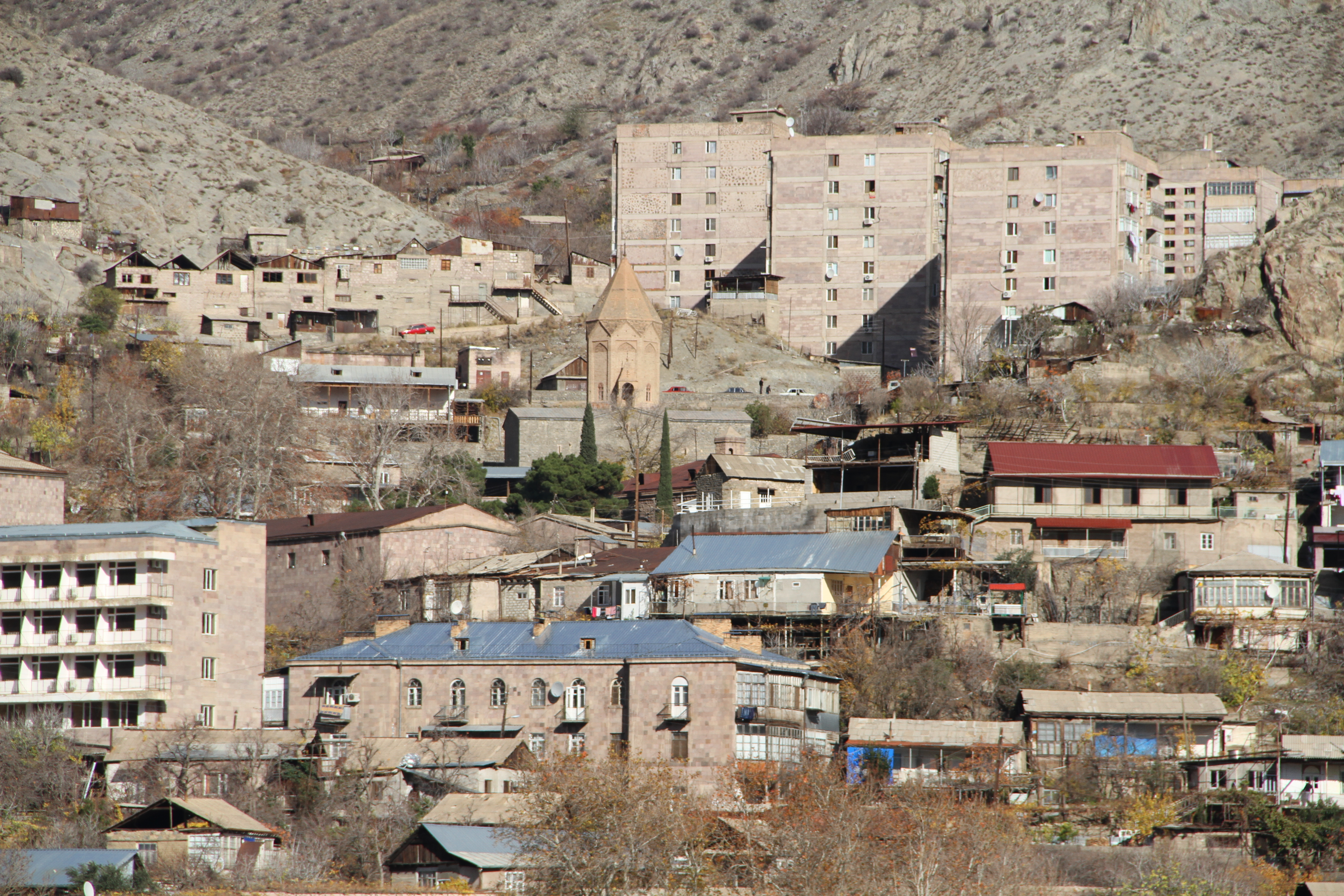
Megri látképe
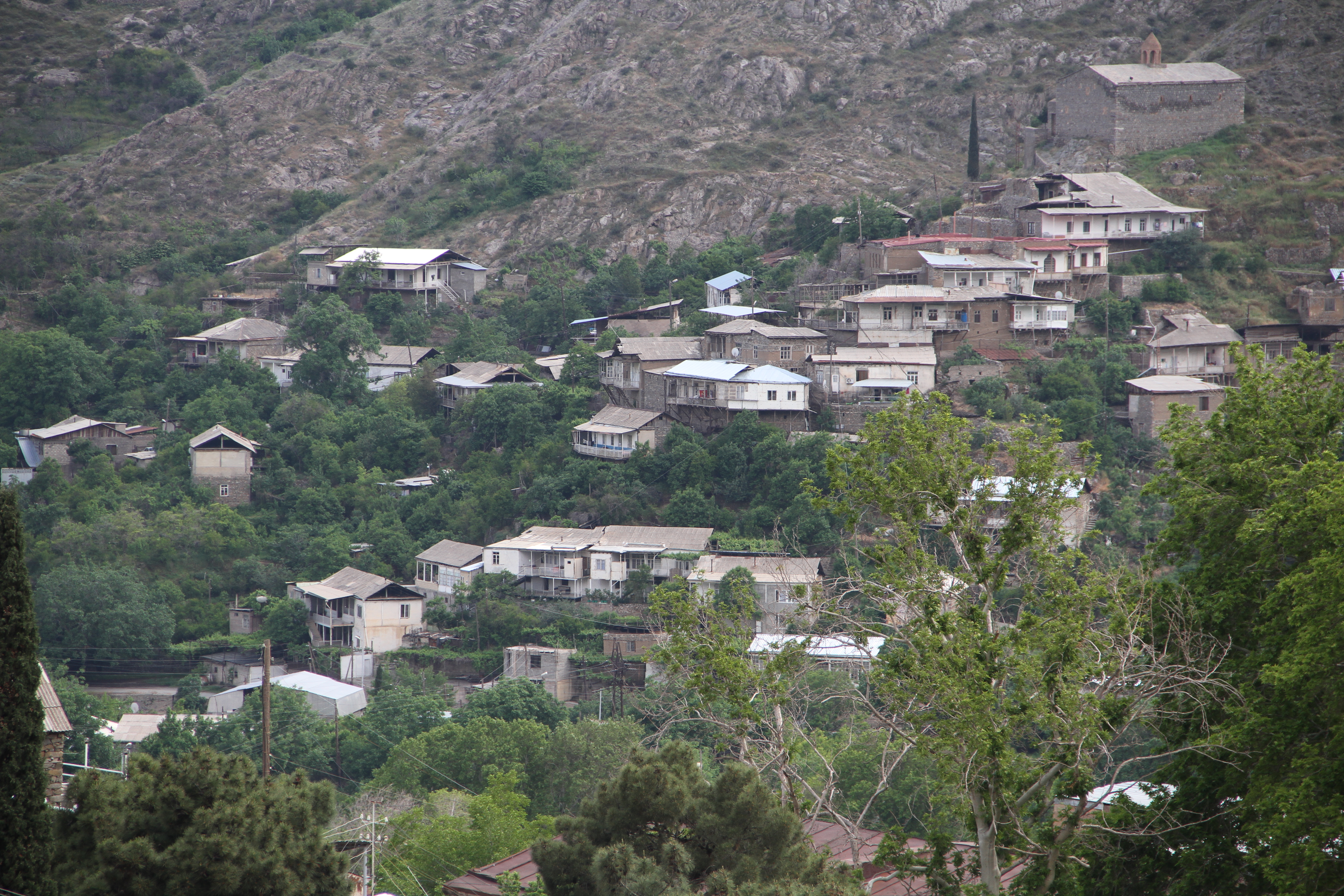
Megri, részlet
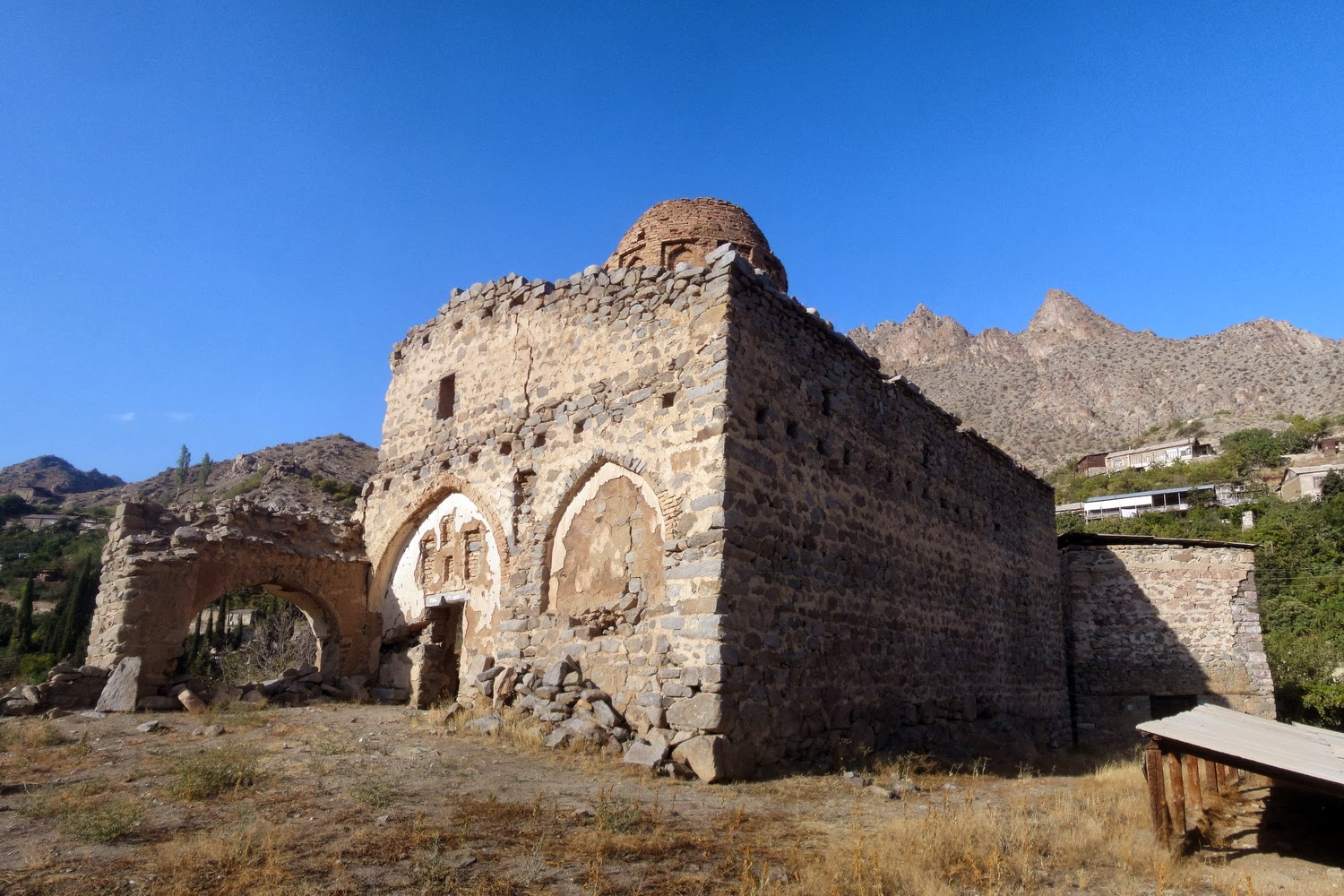
Szt. Hovhannesz-templom romjai
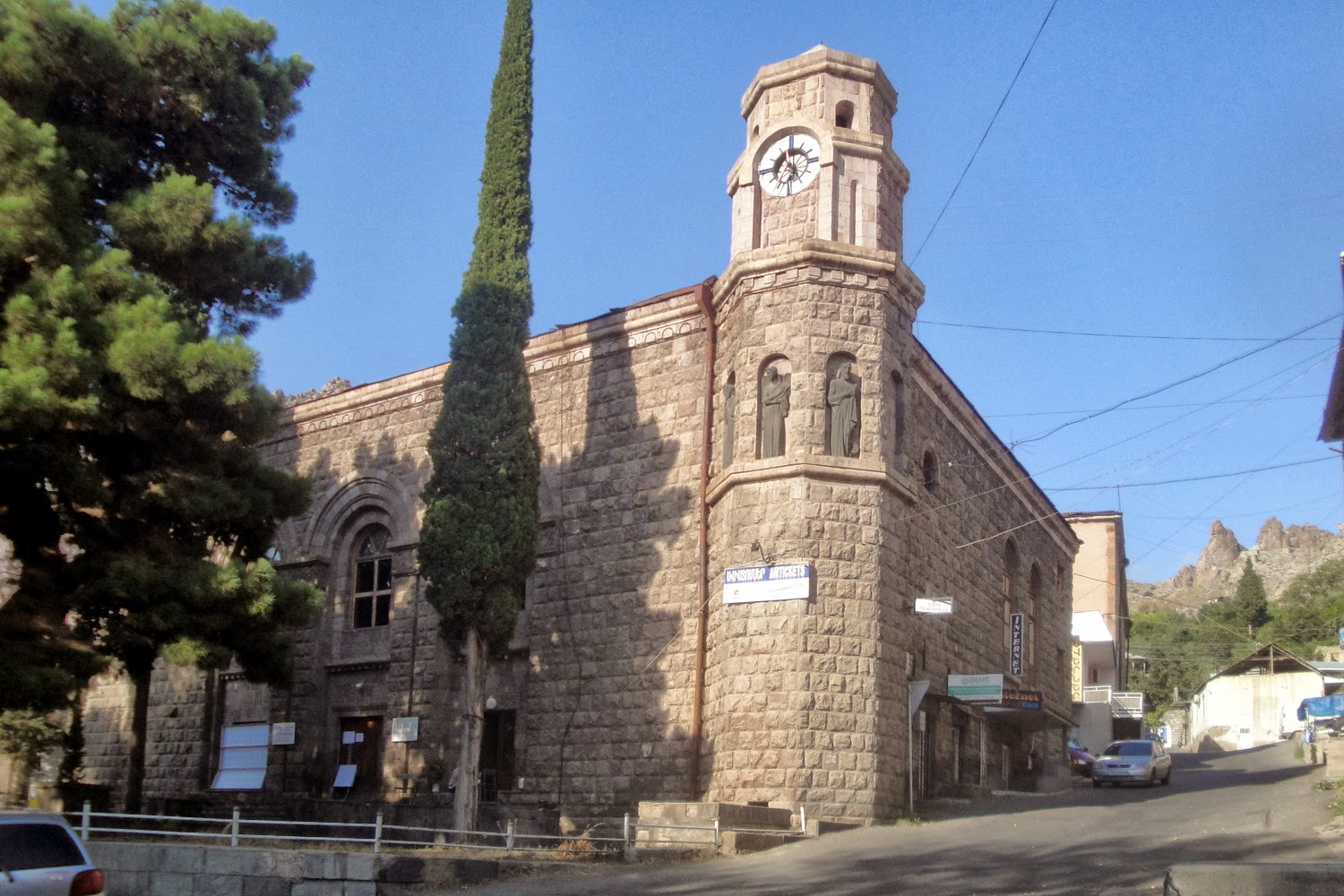
Megri
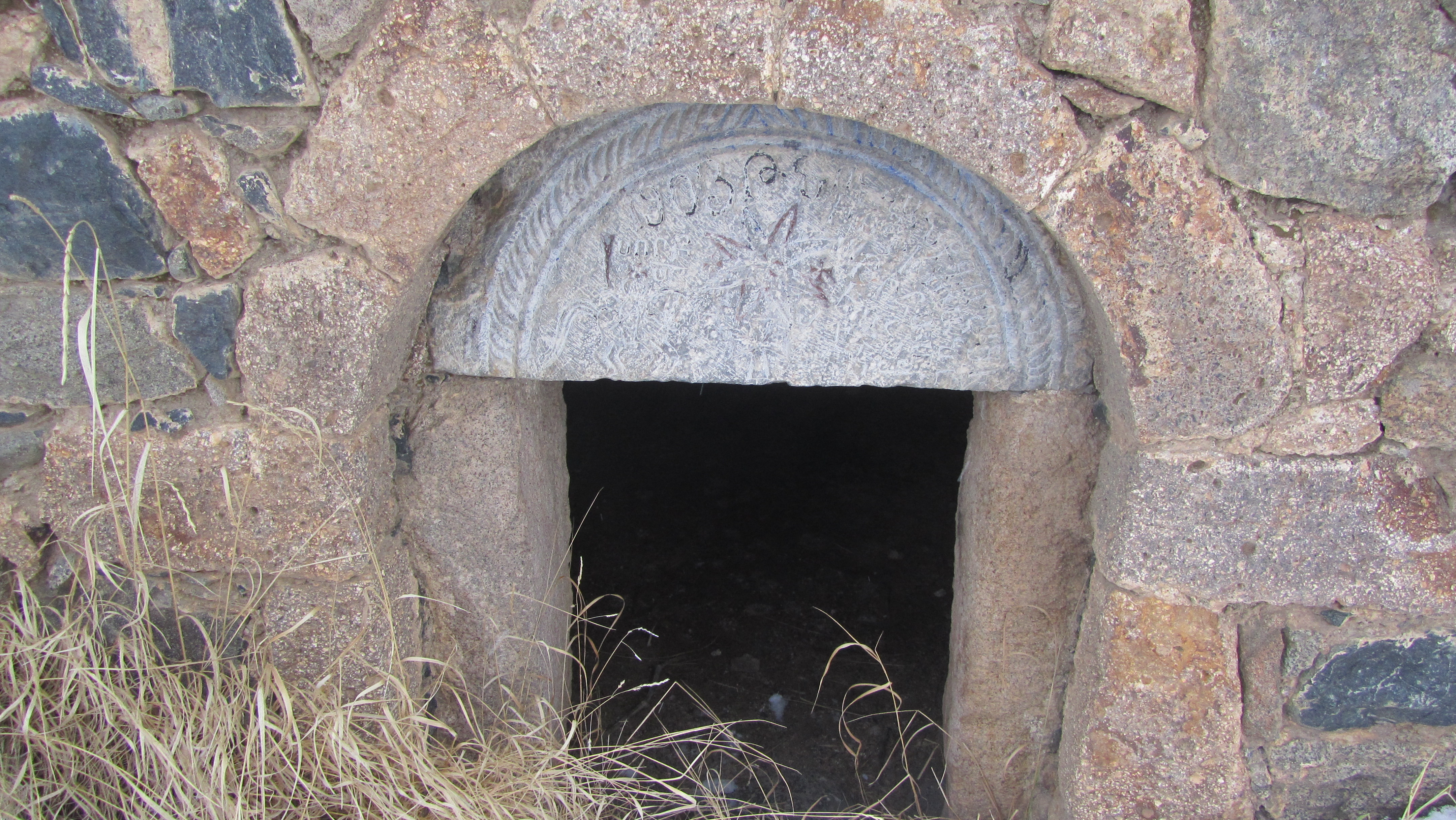
Egy régi templom maradványa
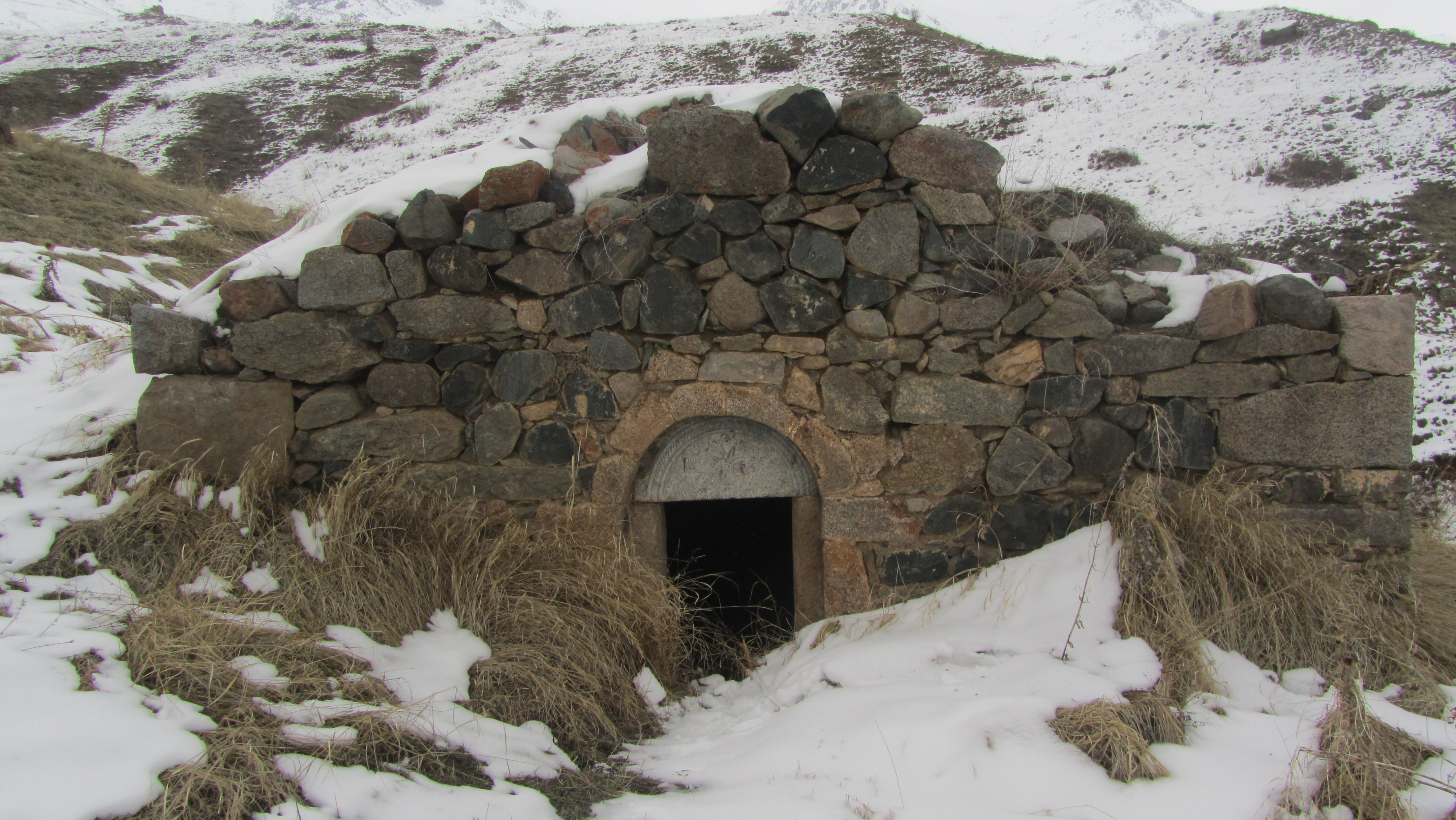
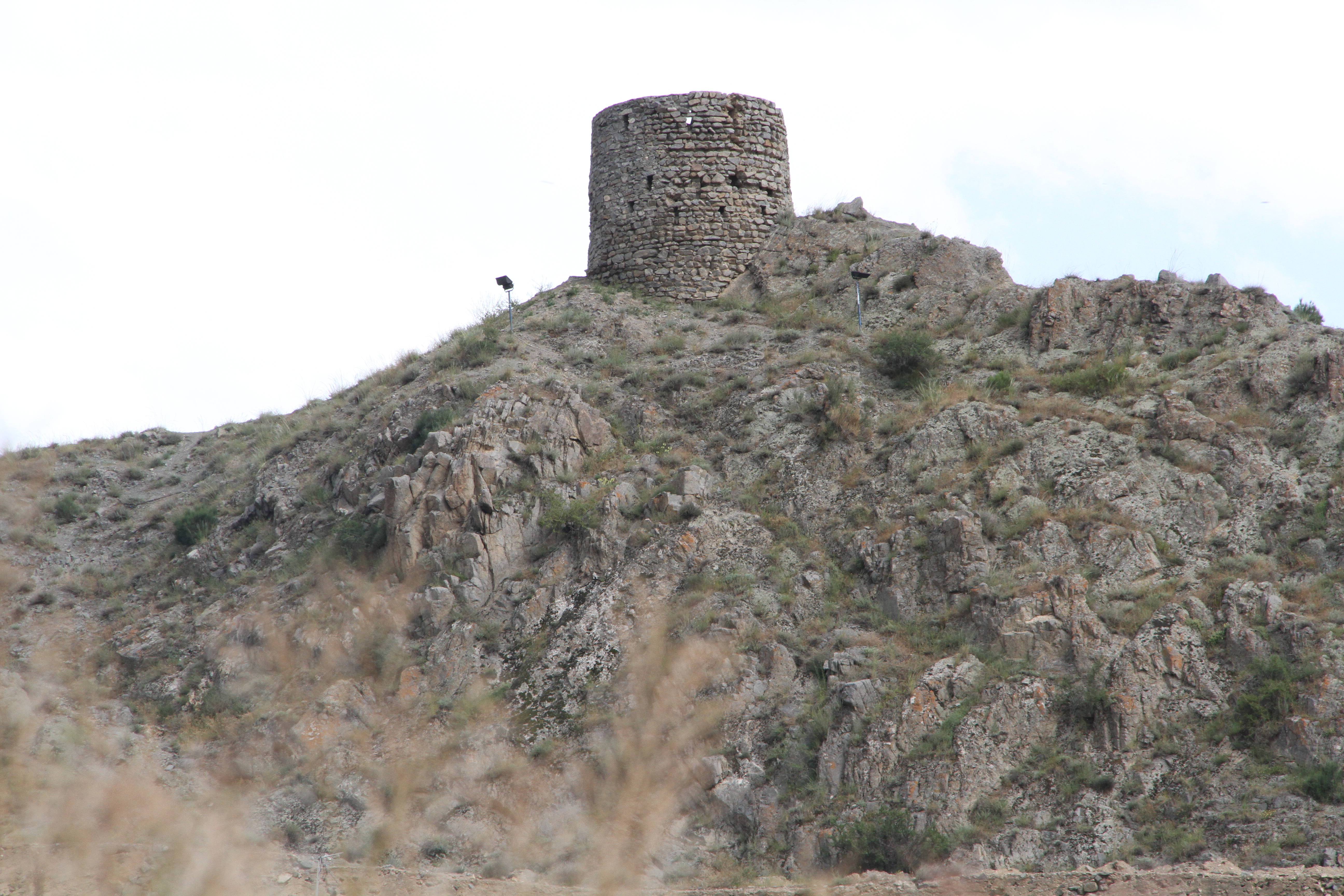
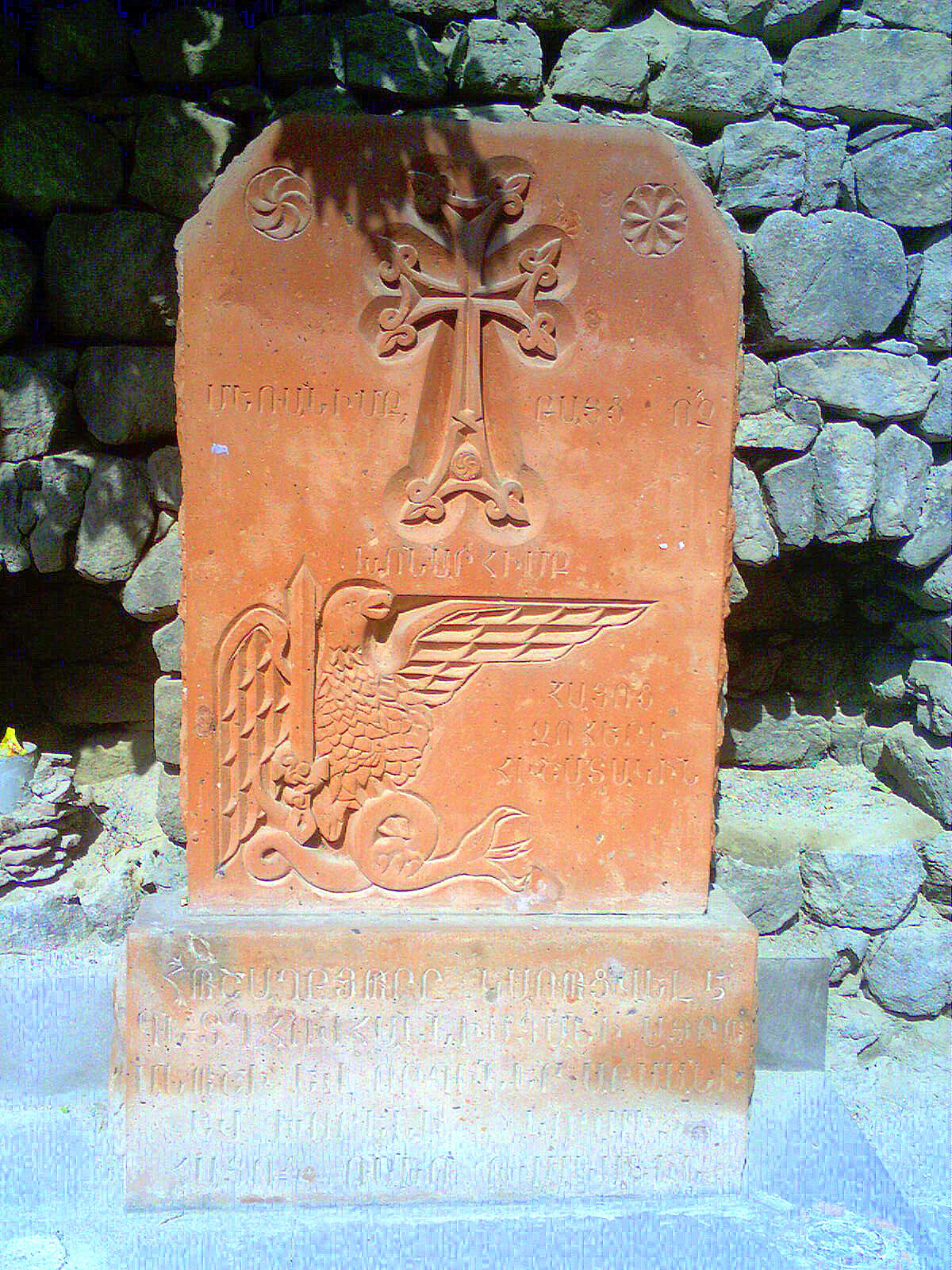